# Fazenda do Secretário
A Fazenda do Secretário está localizada no município de Vassouras, no estado do Rio de Janeiro.

## Histórico
A fazenda foi fundada na primeira década do século XVIII de uma sesmaria recebida por José Ferreira da Fonte na região. Existem duas hipóteses sobre a origem do nome da propriedade, a primeira se refere ao cargo de secretário que José Ferreira da Fonte possuía. A segunda, é a do ribeirão chamado Secretário que nasce próximo à fazenda.
O casarão, foi reformado e mobiliado no ano de 1830 em estilo neoclássico por Laureano Correa e Castro, o Barão de Campo Belo. A propriedade chegou a ter 500.000 pés de café e 350 escravos, além de 5 enfermarias e dez casas para empregados.
O local também foi palco das produções da TV Globo “Os Quintos dos Infernos” e “Os Maias”.

## Arquitetura
Foi reformado em estilo néoclassico seguindo a moda do século XIX. Originalmente possuía mobiliário francês e uma escadaria importada da Europa em madeira de lei, além de ter uma capela, um salão de baile e salas de jantar com pinturas do catalão José Maria Villaronga. Nos jardins existem estátuas em ferro fundido da Fundição Barbezat & Co, localizada no Vale d’Osne. No interior da casa existe um local onde os proprietários recebiam convidados e uma outra onde ficavam as damas, também há uma alcova onde os visitantes se hospedavam. Além da casa grande, também existia uma senzala e um prédio anexo usado para armazenar grãos.